# Chiesa di Santa Maria Maddalena (Fontanellato)
La chiesa di Santa Maria Maddalena è un luogo di culto cattolico dalle forme romaniche situato in strada di Gazzolo a Cerro di Toccalmatto, piccola frazione di Fontanellato, in provincia e diocesi di Parma.

## Storia
La domus di Cerro di Toccalmatto fu edificata intorno al 1160 dai cavalieri Templari, a presidio di un guado sul torrente Rovacchia, su un terreno loro donato dai marchesi Pallavicino.
Il complesso era costituito dalla piccola cappella, da un ospedale, dalla residenza del commendatore e da edifici con funzioni agricole; originariamente la mansio di San Tommaso Becket di Cabriolo, non lontana da Borgo San Donnino, dipendeva dalla domus, prima di staccarsene definitivamente nel secolo successivo.
Risale al 1230 il primo documento che attesti l'esistenza della "ecclesia-domus de Cerro", dedicata all'epoca a san Giacomo, che pare sia stata sede verso la fine del XII secolo del Capitolo provinciale dell'Ordine, come testimoniato nel processo di Firenze contro i templari del 1312 da fra Lanfranco di Fiorenzuola. La domus fu data allora in commendam ai Cavalieri dell'Ordine dell'Ospedale di San Giovanni di Gerusalemme, divenuti in seguito cavalieri di Malta.
Nel 1530 la piccola cappella e la vicina residenza furono restaurate per volere dell'imperatore del Sacro Romano Impero Carlo V d'Asburgo, che vi sostò e probabilmente scelse di intitolare il luogo di culto ai santi Cornelio e Cipriano.
Poco si sa di quanto avvenne in seguito; come nel caso di Cabriolo, probabilmente i cavalieri di Malta furono costretti ad abbandonare Cerro di Toccalmatto agli inizi del XIX secolo, a causa delle soppressioni napoleoniche degli ordini religiosi, e ciò che restava degli edifici fu alienato a privati.
Successivamente la chiesa fu reintitolata a santa Maria Maddalena. Il tempio rimase aperto al culto fino al 1960 circa, poi cadde in disuso e fu completamente chiuso intorno al 1980. Abbandonato, fu probabilmente utilizzato per celebrare alcuni riti satanici, finché nel 2006 la famiglia proprietaria lo donò ai Templari Cattolici d'Italia, che si occuparono dei restauri dell'edificio, completati intorno al 2009.

## Descrizione

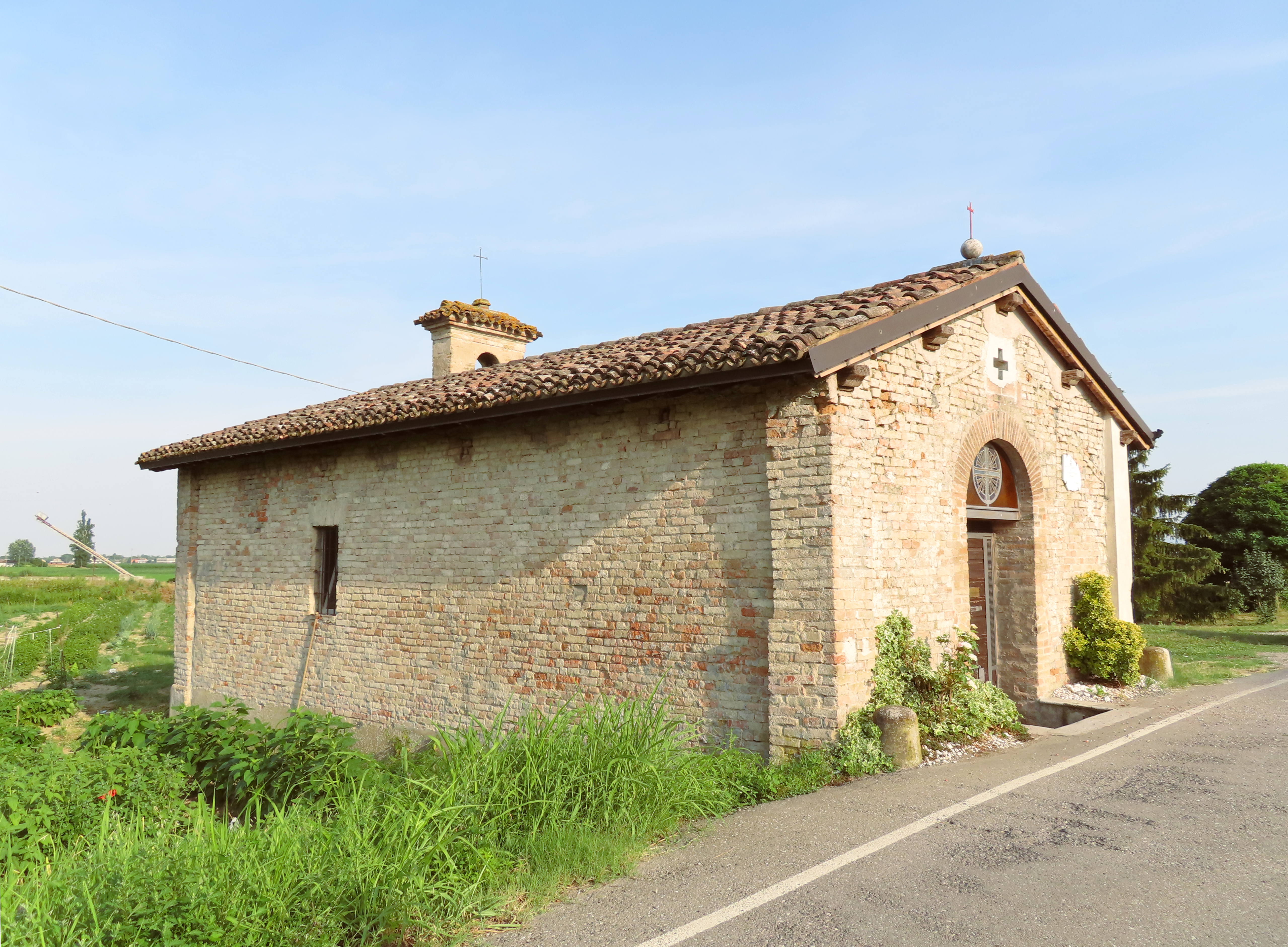
Facciata e lato nord

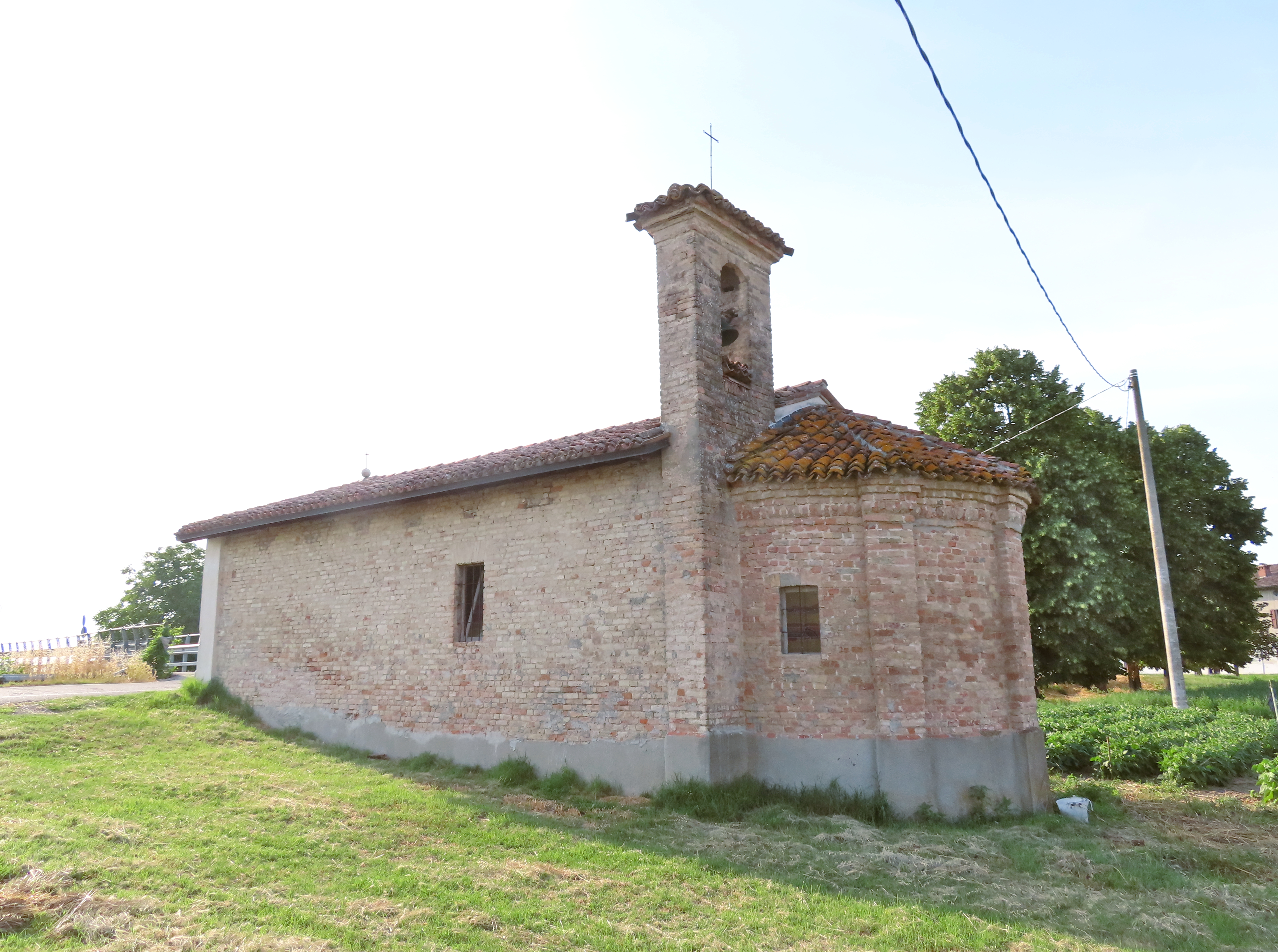
Abside e lato sud

La piccola chiesa, posizionata di fronte al ponte sul torrente Rovacchia, si sviluppa su un impianto a navata unica, con ingresso a ovest e abside a est.
La semplice facciata a capanna, interamente rivestita in laterizio come il resto dell'edificio, è caratterizzata dal portale centrale d'ingresso ad arco a tutto sesto, sovrastato da una finestrella a forma di croce greca; ai lati due lesene delimitano il prospetto. Al termine del fianco destro si erge un piccolo campanile a vela.
All'interno, raggiungibile scendendo alcuni gradini, la navata è coperta da un soffitto a capriate lignee, recuperate durante i restauri, mentre le pareti sono intonacate e scandite da lesene; due piccole finestre rettangolari sono poste lateralmente, mentre altre due aperture sono collocate sui fianchi dell'abside, con paramento in mattoni. Sul presbiterio, leggermente rialzato rispetto alla navata, è posizionato il massiccio altare maggiore, anch'esso restaurato nel 2009.
Accanto alla chiesa, il fabbricato oggi adibito a fattoria costituisce l'unico altro residuo dell'antico complesso templare; all'interno della residenza è conservato un camino in stile barocco, che riporta sulla mensola l'iscrizione: "Ill. et multum Rev. Dominus Commendatarius frater Nicolaus de la Marra"; l'epigrafe rappresenta la sola testimonianza ancora conservata del periodo melitense.